# Nils G:son Friberg
Nils Gustafsson Friberg, född 14 november 1893 i Jakob och Johannes församling, Stockholms stad, död 4 april 1955 i Lidingö församling, Stockholms län, var en svensk arkitekt. Han var son till arkitekten Gustaf Petterson.

## Biografi
Efter studentexamen vid Östra real 1912 studerade Friberg vid Kungliga tekniska högskolan 1912–1916 och vid Kungliga Konsthögskolan 1917–1919, varefter följde studieresor i Europa.
Han var anställd hos Ivar Callmander 1916–1917. Mellan 1918 och 1935 arbetade han för Ragnar Östberg, 1920–194 i Stockholms stadshusnämnd regi. Från 1935 drev han egen verksamhet, ofta i samarbete med Ernst Hawerman under namnet Hawerman & Friberg. Hawerman hade också praktiserat hos Östberg.
Friberg är begravd på Lidingö kyrkogård.

## Verk i urval

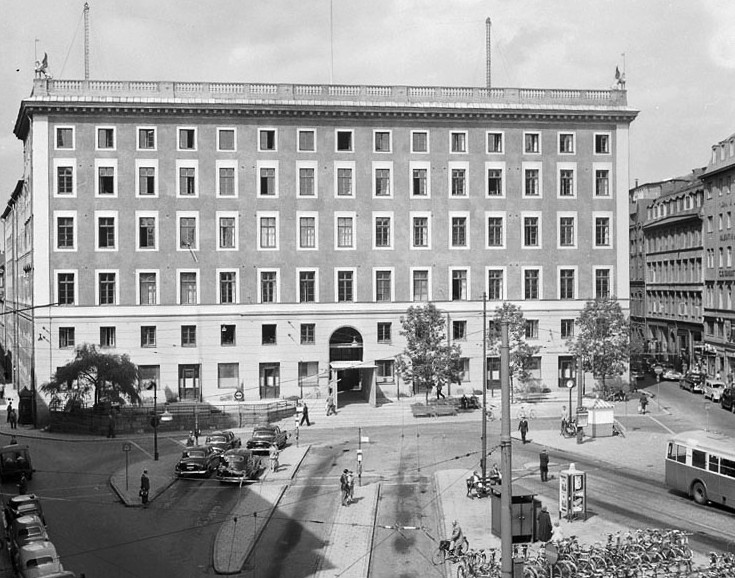
Brunkebergs hotell, 1953.

- Ombyggnad av Brunkebergs hotell för Telegrafstyrelsen, Stockholm 1923 (tillsammans med Figge Wetterqvist) (rivet)
- Nybyggnad för Telegrafstyrelsen vid Beridarebansgatan, Stockholm 1932. (rivet)
- Telegraf och telefonstation , Ljusdal 1934.
- Hyreshus kv. Gjutformen 2, Sankt Eriksgatan 1- Norr Mälarstrand 82, Stockholm 1924–1925.
- Monumentet, ungkarlshotell, Östgötagatan 56-60, Stockholm 1946–1947.
- Collijns konfektionsfabrik, Krukmakargatan 15-23, Stockholm 1942, tillsammans med Ernst Hawerman.
- Patent- och Registreringsverkets byggnad, Valhallavägen 136, Stockholm 1946–1947, tillsammans med Ernst Hawerman.
- Ombyggnad av Värmlands nation, Uppsala 1955–1956, tillsammans med Ernst Hawerman.
- Kv. Klerken 4 i Malmö 1949, tillsammans med Ernst Hawerman.

## Bilder, verk i urval

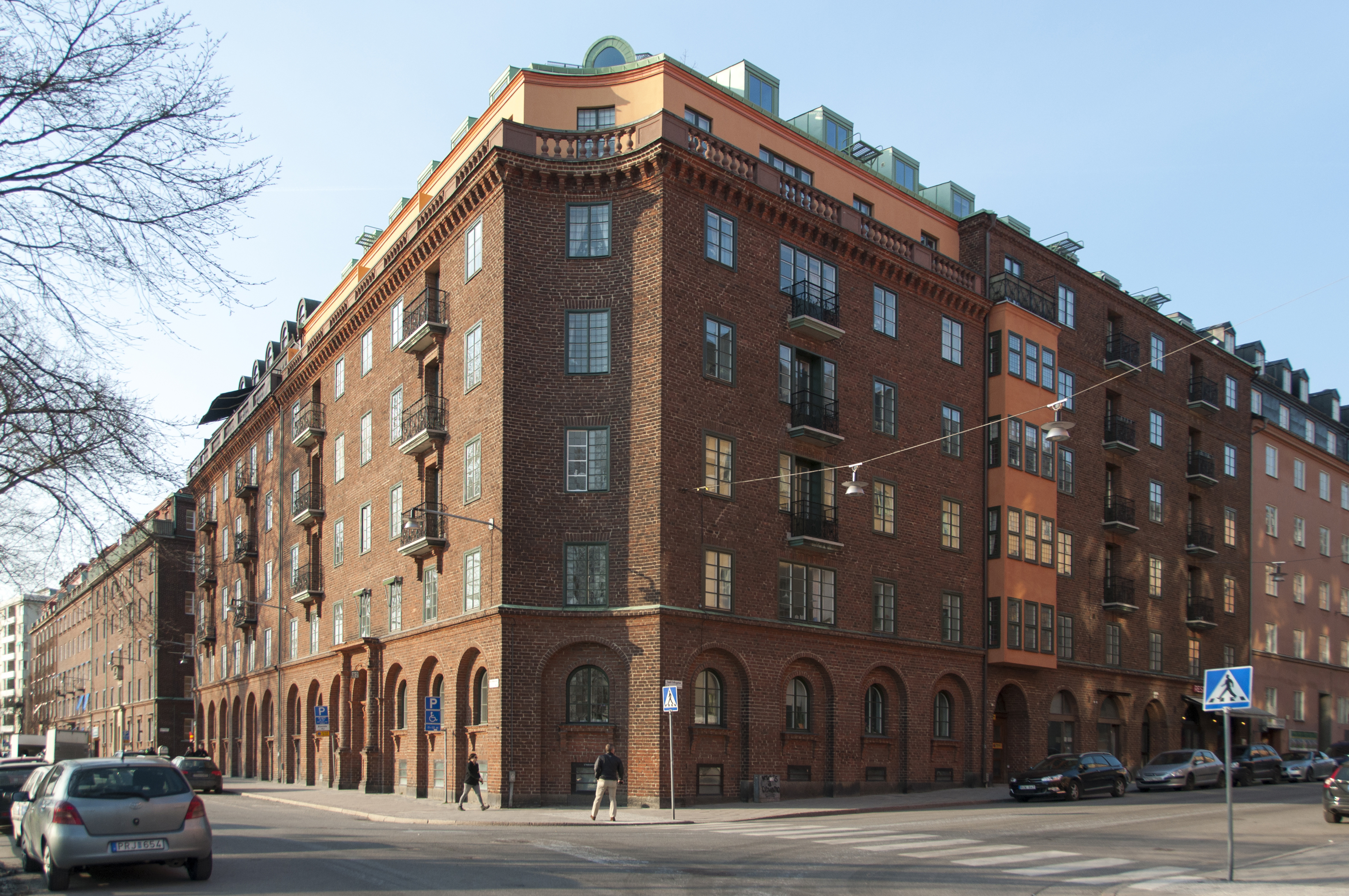
Gjutformen 2, Stockholm
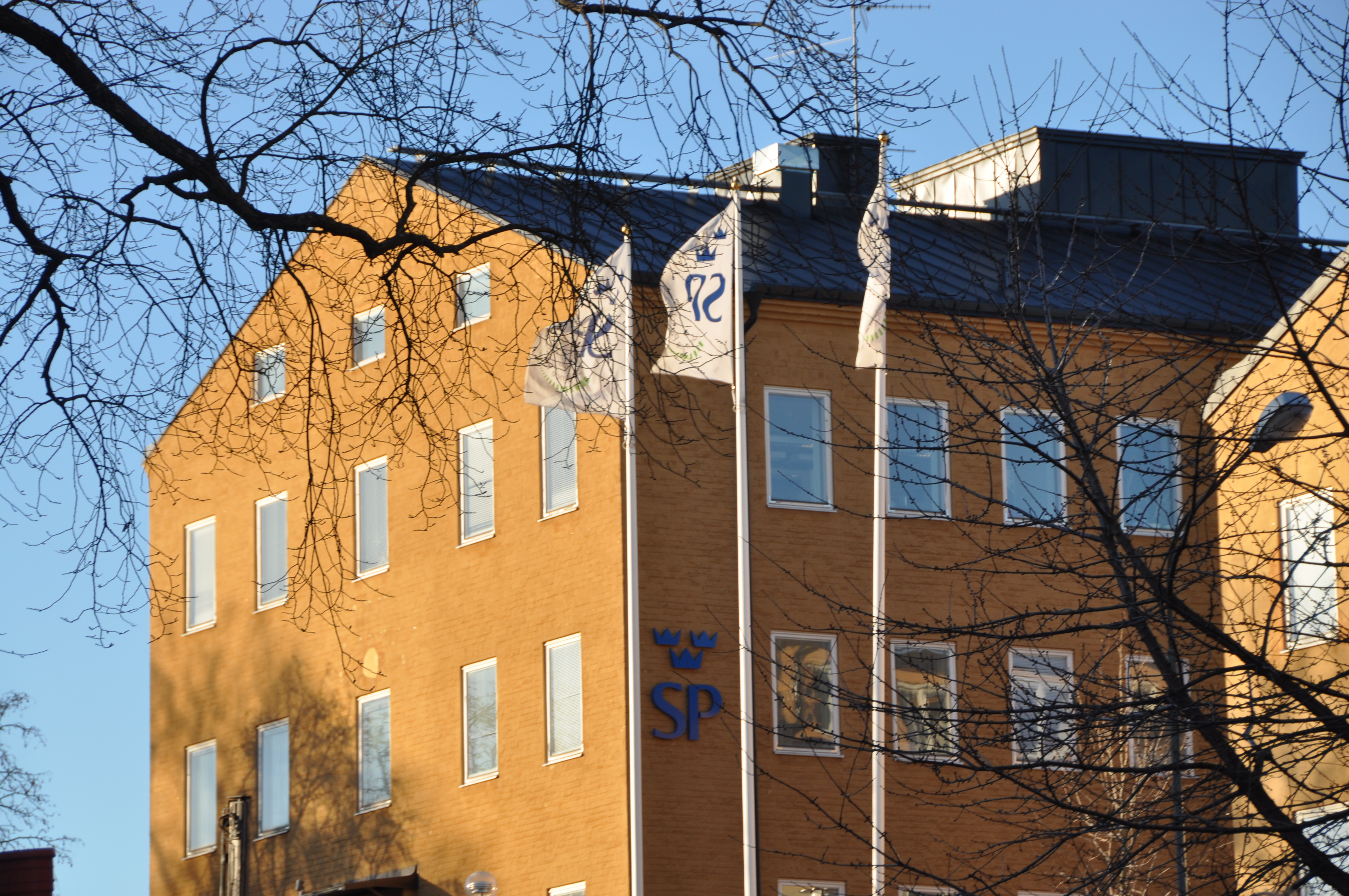
IVA:s försöksstation, Stockholm
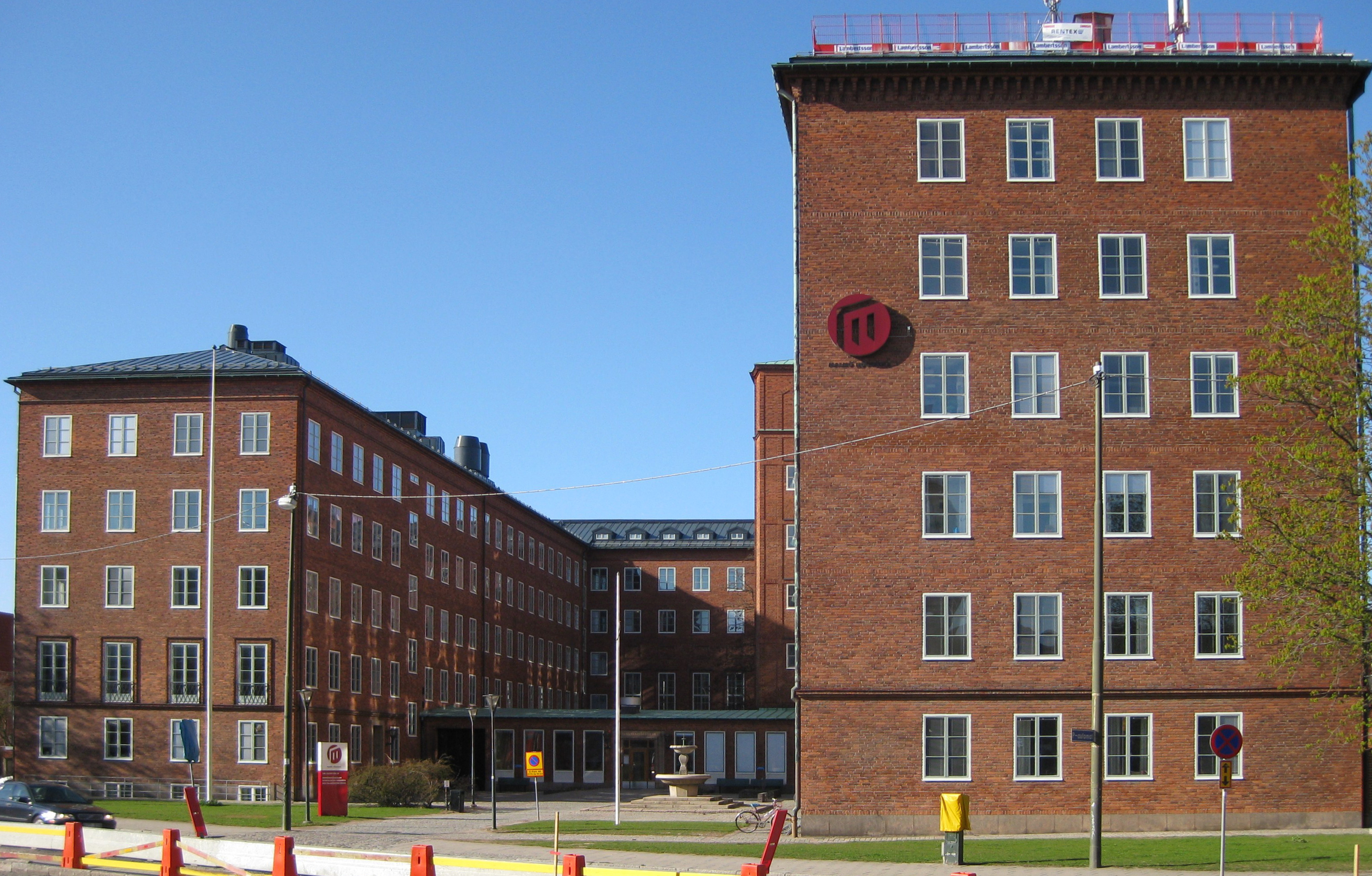
Tandläkarhögskolan i Malmö
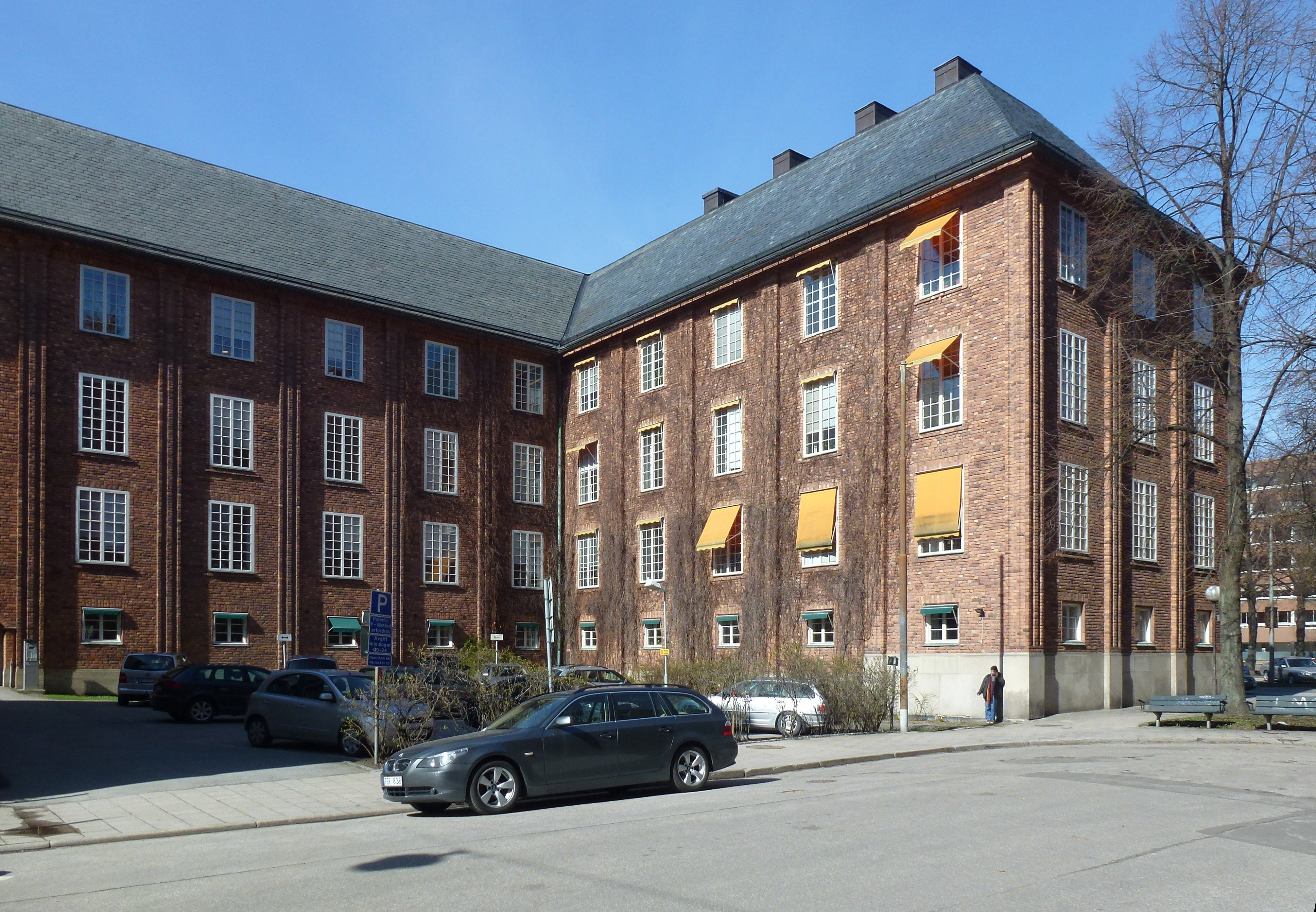
Patent- och Registreringsverket, Valhallavägen, tillbyggnad